# Ben Green (matemàtic)
Ben Joseph Green és Membre de la Royal Society (nascut 27 febrer 1977) és un matemàtic britànic, especialitzat en combinatòries i teoria de nombres. És professor de matemàtiques pures a la Universitat d'Oxford.

## Primers anys i educació
Ben Green va néixer el 27 de febrer de 1977 a Bristol, Anglaterra. Va estudiar a les escoles locals de Bristol, Bishop Road Primary School i Fairfield Grammar School, on va competir en l'Olimpíada Internacional de Matemàtiques el 1994 i 1995. Va ingressar al Trinity College, Cambridge el 1995 i va completar el seu BA en matemàtiques el 1998, on va guanyar títol de Senior Wrangler. Va romandre a la part III i va obtenir el seu doctorat sota la supervisió del matemàtic anglès Timothy Gowers, amb una tesi titulada Topics in combination arithmetic (2003). Durant el seu doctorat va passar un any com a estudiant visitant a la Universitat de Princeton. Va ser investigador del Trinity College, Cambridge entre 2001 i 2005, abans de convertir-se en professor de matemàtiques a la Universitat de Bristol des de gener de 2005 fins a setembre de 2006 i després el primer professor en rebre la càtedra Herchel Smith de matemàtiques pures a la Universitat de Cambridge de setembre 2006 a August 2013. Es va convertir en el professor Waynflete de matemàtiques pures a la Universitat d'Oxford l'1 d'agost de 2013. També va ser investigador del Clay Mathematics Institute i va ocupar diversos càrrecs en instituts com la Universitat de Princeton, la Universitat de la Colúmbia Britànica, i el Massachusetts Institute of Technology.

## Matemàtiques
Green ha publicat diversos resultats tant en combinatòria i teoria de nombres. Aquests inclouen la millora de l'estimació de Jean Bourgain de la mida de les progressions aritmètiques en els resums, així com una demostració de la Conjectura de Cameron–Erdős en conjunts de nombres naturals sense sumes.
El seu treball en la demostració que cada conjunt de nombres primers de densitat superior relativa positiva conté una progressió aritmètica de longitud 3 i llavors va portar al seu treball de 2004 amb el matemàtic Terence Tao on ara se'l coneix com el teorema de Green-Tao. Aquest teorema va demostrar que per a tots els n prou grans existeixen progressions aritmètiques de longitud n en els nombres primers.

## Premis i honors
Green va rebre el Premi Clay Research el 2004 i el Premi Salem el 2005 per les seves contribucions a la teoria de nombres combinatorials relacionades amb les progressions de nombres primers.
El 2005, El 2005, va ser guardonat amb el Premi Whitehead, un premi anual per als matemàtics britànics en l'etapa inicial de la seva carrera.
El 2007 va ser guardonat amb el Premi SASTRA Ramanujan.
El 2008 va ser un dels deu guanyadors del premi de l'European Mathematical Society.
El 2010 va ser elegit membre de la Royal Society
El 2012 es va convertir en un membre de la Societat Americana de Matemàtiques.
El 2013, va ser guardonat amb una conferència de Gauss per la Societat Matemàtica Alemanya.